# Simon Patmore
Simon Francis Patmore (Australia, 29 de agosto de 1987) es un competidor de para-atletismo y para-snowboard australiano. Ganó una medalla de oro en el T46 de 100 metros masculino en los Juegos de Delhi 2010 y bronce en el T46 de 200 metros masculino en Londres 2012. En los Juegos Paralímpicos Pieonchang 2018, ganó una medalla de oro en snowboard cross SB-UL para hombres y bronce en eslalon SB-UL masculino.

## Biografía
Patmore nació el 29 de agosto de 1987, conparálisis de Erb afectando su brazo izquierdo.

## Para-atletismo

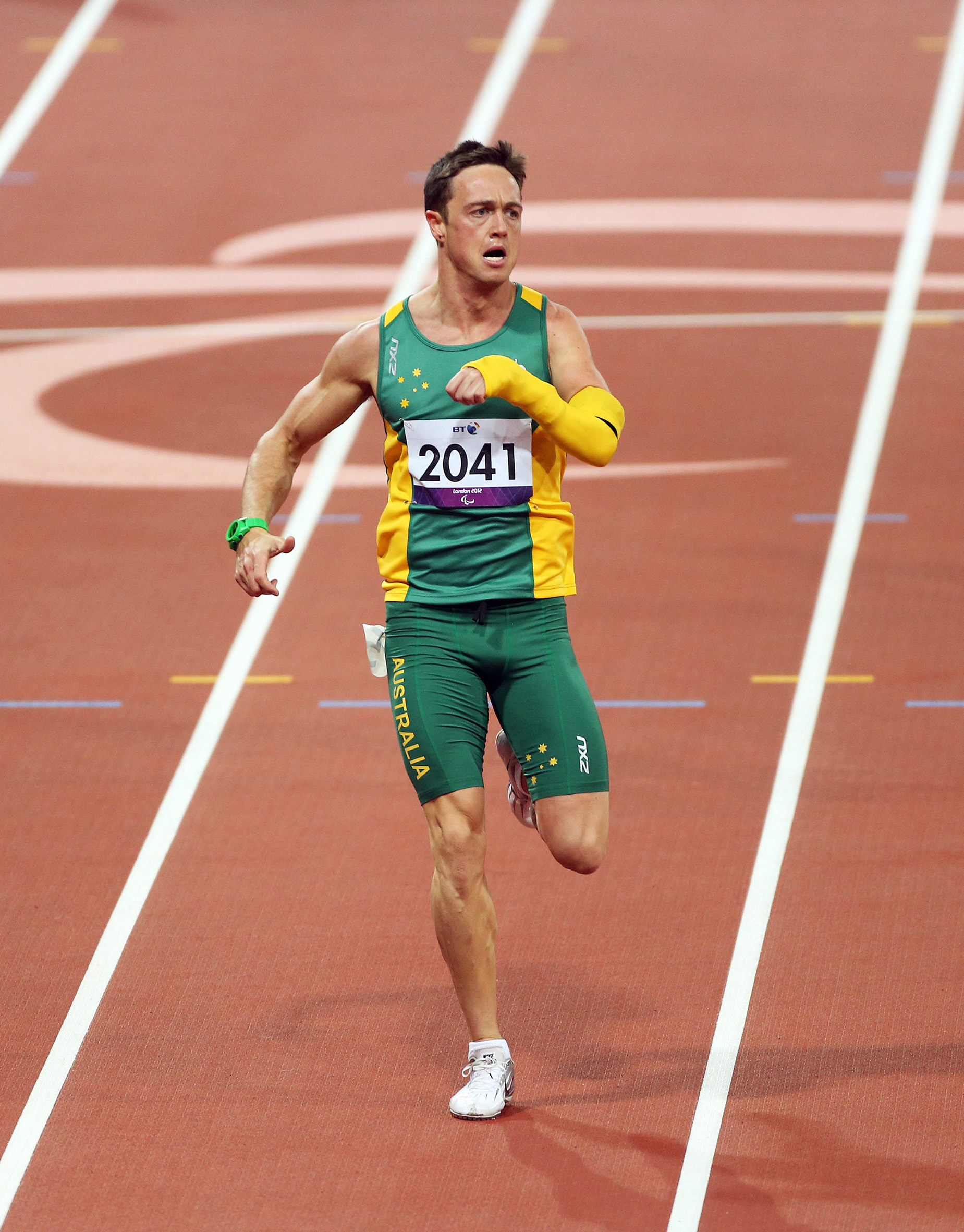
Patmore en los Juegos Paralímpicos de Londres 2012

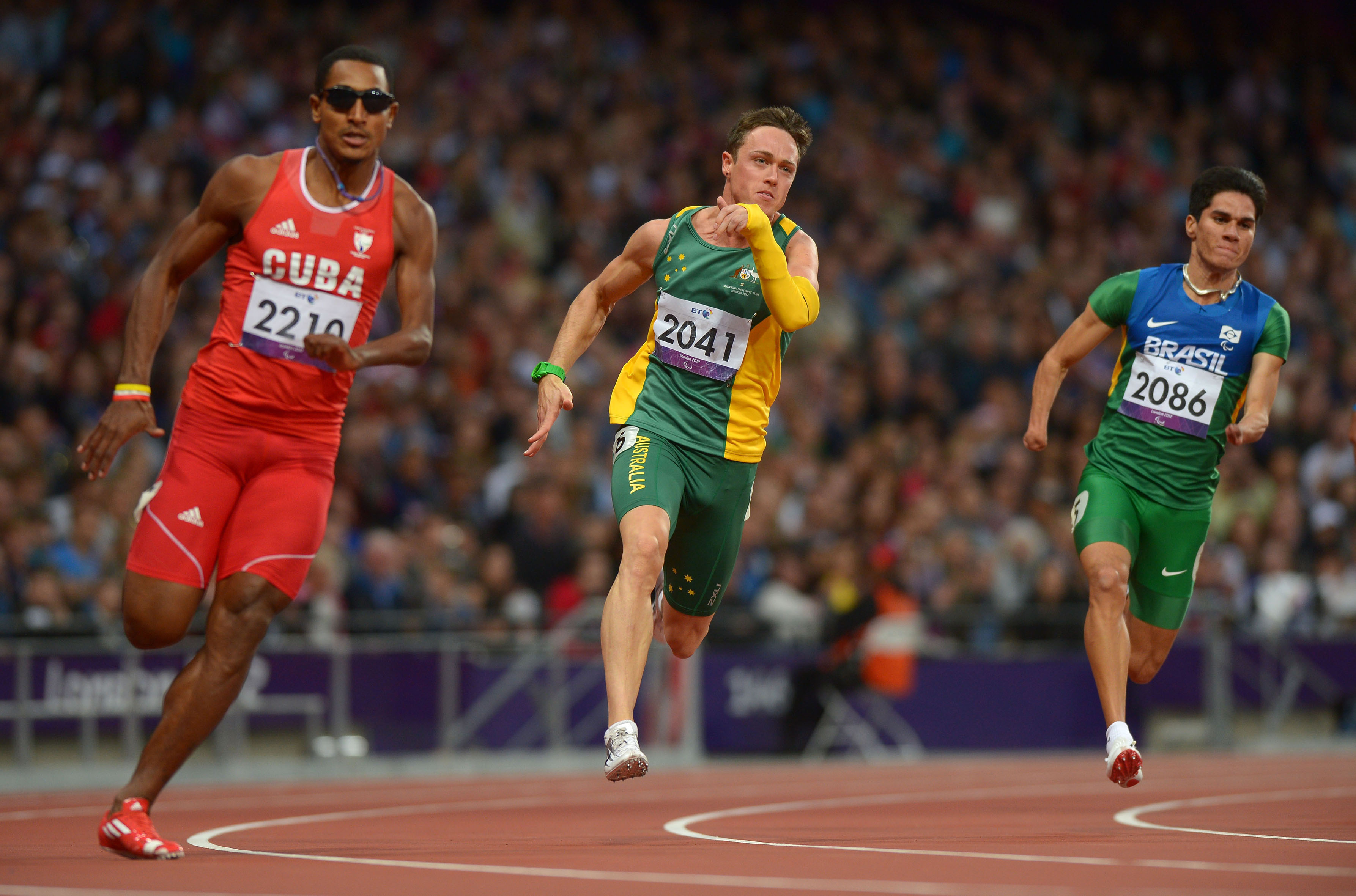
Patmore en los Juegos Paralímpicos de Londres 2012

Es un competidor clasificado T46 en para-atletismo . 
En los Juegos de la Mancomunidad de Delhi 2010, ganó una medalla de oro en el T46 de 100 metros masculino. En abril de 2011, compitió en el Stawell Gift. En el Campeonato Mundial de Atletismo IPC 2011 en Christchurch, Nueva Zelanda, ganó una medalla de bronce en el T46 de 200 metros masculino en 22.43 segundos. Se alzó con el oro en 200 metros en el Campeonato Australiano de Atletismo de 2011 en Melbourne. En el Campeonato Australiano de Atletismo de 2012, ganó el oro en 400 m con un registro de 51.05 segundos.
Representó a Australia en los Juegos Paralímpicos de Londres 2012, donde ganó una medalla de bronce en el T46 de 200 metros masculino en 22.36 segundos. Celebró su 25 cumpleaños el día de la ceremonia de apertura.
También es poseedor del récord estatal de Queensland.

## Para-snowboard
Después de saber que se agregaría la categoría de discapacidad en la extremidad superior en Para-snowboard al programa Paralímpico en los Juegos Paralímpicos de Pieonchang 2018, hizo la transición de Para-atletismo a Para-snowboard en 2014.
Debutó en la Copa del Mundo en 2014 en Landgraaf, Países Bajos, donde ocupó el décimo puesto en eslalon SB-UL masculino. En el Campeonato Mundial de Para-snowboard 2017 en Big White, Canadá, ocupó el quinto lugar en el Snowboard Cross SB-UL para hombres y el sexto en el SB-UL de eslalon masculino. También es medallista de plata del Dew Tour, medallista de plata de los Juegos de Invierno Audi Quattro y doble medallista de oro de la Copa Mundial de Para-snowboard.
En los Juegos Paralímpicos de Pieonchang 2018, ganó una medalla de oro en snowboard cross SB-UL masculino. Con esto, se convirtió en el primer australiano en ganar una medalla de oro en los Juegos Paralímpicos de Invierno desde 2002, el primer australiano en ganar una medalla en los Juegos Paralímpicos de Verano e Invierno, el primero en ganar una medalla de oro en Para-snowboard en los Juegos Paralímpicos, y el primer campeón paralímpico en snowboard cross en su clasificación. También ganó una medalla de bronce en eslalon SB-UL masculino.
En el Campeonato Mundial de Para Snowboard 2019, Pyha, Finlandia, ganó la medalla de plata en Snowboard Cross UL para hombres y terminó cuarto en UL eslalon masculino.

### Reconocimientos
- 2018 - Ski & Snowboard Australia - Atleta del año[14]
- 2018 - Sporting Wheelies and Disabled Association - Atleta del año[8]
- 2018 - Premio Peter Lacey de la Academia de Deportes de Queensland a la Excelencia Deportiva
- 2018 - AIS Sport Performance Awards - rendimiento paralímpico del año
- 2020 - OAM - por el servicio de snowboard como medallista de oro en los Juegos Paralímpicos de Pieonchang 2018.[15]